# シャヴィ・バビカ
シャヴィ・ワレン・バビカ（Shavy Warren Babicka、2000年6月1日 - ）は、ガボンのサッカー選手。ポジションはミッドフィールダー。

## 経歴

### レッドスター・ベオグラード
2025年8月2日、レッドスター・ベオグラードと1年延長オプションつきの3年契約を締結した。